# Hermann Frohberger
Gerhard August Hermann Frohberger (* 31. März 1836 in Leipzig; † 28. März 1874 in Chemnitz) war ein deutscher Klassischer Philologe und Gymnasiallehrer.

## Leben
Hermann Frohberger besuchte ab 1847 die Thomasschule zu Leipzig. Nach dem Abitur 1852 studierte er Theologie, Geschichte und Philologie u. a. bei Anton Westermann an der Universität Leipzig. Im Jahr 1857 beendete er sein Studium als Gymnasiallehrer und wurde zum Dr. phil. promoviert. Er unterrichtete zunächst Alte Sprachen und Geschichte in Rogasen und am Friedrich-Wilhelm Gymnasium zu Posen. Später wechselte er nach Zittau. 1861 wurde er Oberlehrer an die Fürstenschule zu Grimma. 1872 erhielt er das Konrektorat am Gymnasium zu Chemnitz.

## Schriften
- Zwei Reden (1866)
- Ausgewählte Reden des Lysias für den Schulgebrauch erklärt:
  - 1. Bändchen: Reden XII, XIII, XXV (1866; 2. Aufl. 1880, bearbeitet von Gustav Gebauer)
  - 2. Bändchen: Reden XIV, XV, X, XXXII, I (1868)
  - 3. Bändchen. Reden XVI, XXX, XXXI, XIX, XXIV (1871)
- Ausgewählte Reden des Lysias für den Schulgebrauch erklärt (kleinere Ausgabe):
  - 1. Heft: Reden XII, XIII, XXV, XVI, XXXI (1875; 2. Aufl. 1882, bearbeitet von Gustav Gebauer; 3. Aufl. 1895, bearbeitet von Theodor Thalheim)
  - 2. Heft: Reden XIV, XV, XXX, XXIV, VII, XXII, X, XXIV, XXXII (18xx; 2. Aufl. 1892, bearbeitet von Theodor Thalheim)